# برایهولتس
برایهولتس (به آلمانی: Breiholz) یک شهر در آلمان است که در رندسبورگ-اکرنفورده واقع شده‌است. برایهولتس ۱٬۵۲۹ نفر جمعیت دارد.